# Schizymenium
Schizymenium är ett släkte av bladmossor. Schizymenium ingår i familjen Bryaceae.

## Dottertaxa tillSchizymenium, i alfabetisk ordning[1]
- Schizymenium ampullaceum
- Schizymenium andinum
- Schizymenium austrogeorgicum
- Schizymenium basilare
- Schizymenium bogotense
- Schizymenium bolivianum
- Schizymenium brevicaule
- Schizymenium bryoides
- Schizymenium campylocarpum
- Schizymenium clavellatum
- Schizymenium commixtum
- Schizymenium costaricense
- Schizymenium cratericola
- Schizymenium cygnicollum
- Schizymenium decurrens
- Schizymenium dolichothecum
- Schizymenium fulvonitens
- Schizymenium fusiferum
- Schizymenium gracilisetum
- Schizymenium hariotii
- Schizymenium hymenodontum
- Schizymenium hymenostomum
- Schizymenium javanicum
- Schizymenium landii
- Schizymenium latifolium
- Schizymenium lindigii
- Schizymenium linearicaule
- Schizymenium linearifolium
- Schizymenium madagassum
- Schizymenium mildbraedii
- Schizymenium multiflorum
- Schizymenium nanum
- Schizymenium nealiae
- Schizymenium novoguineense
- Schizymenium pectinatum
- Schizymenium pleurogynum
- Schizymenium pohlioideum
- Schizymenium pontevedrense
- Schizymenium pseudopohlia
- Schizymenium pulchrum
- Schizymenium pulvinatum
- Schizymenium pusillum
- Schizymenium ruwenzorense
- Schizymenium schiedianum
- Schizymenium schimperi
- Schizymenium serratum
- Schizymenium shevockii
- Schizymenium skottsbergii
- Schizymenium subglobosum
- Schizymenium submacrodontum
- Schizymenium subpohlioideum
- Schizymenium weberbaueri